# Вікторія (Канзас)
Вікторія (англ. Victoria) — місто (англ. city) в США, в окрузі Елліс штату Канзас. Населення — 1129 осіб (2020).

## Географія
Вікторія розташована за координатами 38°51′12″ пн. ш. 99°8′50″ зх. д. / 38.85333° пн. ш. 99.14722° зх. д. (38.853455, -99.147359).  За даними Бюро перепису населення США в 2010 році місто мало площу 1,52 км², уся площа — суходіл. В 2017 році площа становила 1,36 км², уся площа — суходіл.

## Демографія
Згідно з переписом 2010 року, у місті мешкало 1214 осіб у 496 домогосподарствах у складі 316 родин. Густота населення становила 798 осіб/км².  Було 530 помешкань (348/км²).
Расовий склад населення:
| - 98,5 % — білих - 0,3 % — корінних американців - 0,2 % — чорних або афроамериканців |

До двох чи більше рас належало 0,8 %. Частка іспаномовних становила 0,5 % від усіх жителів.
За віковим діапазоном населення розподілялося таким чином: 22,3 % — особи молодші 18 років, 56,4 % — особи у віці 18—64 років, 21,3 % — особи у віці 65 років та старші. Медіана віку мешканця становила 41,7 року. На 100 осіб жіночої статі у місті припадало 103,7 чоловіків;  на 100 жінок у віці від 18 років та старших — 99,4 чоловіків також старших 18 років.
Середній дохід на одне домашнє господарство  становив 56 955 доларів США (медіана — 47 868), а середній дохід на одну сім'ю — 74 251 долар (медіана — 74 327). Медіана доходів становила 41 667 доларів для чоловіків та 32 667 доларів для жінок. За межею бідності перебувало 7,3 % осіб, у тому числі 1,2 % дітей у віці до 18 років та 16,0 % осіб у віці 65 років та старших.
Цивільне працевлаштоване населення становило 643 особи. Основні галузі зайнятості: освіта, охорона здоров'я та соціальна допомога — 19,3 %, сільське господарство, лісництво, риболовля — 15,4 %, фінанси, страхування та нерухомість — 11,2 %, науковці, спеціалісти, менеджери — 7,8 %.